# Linx AB
Pour les articles homonymes, voir Linx.
Linx AB était une filiale commune, à 50/50, des chemins de fer suédois (SJ) et norvégiens (NSB). Cette société exploitait des services à grande vitesse reliant les trois capitales scandinaves, Oslo, Stockholm et Copenhague.

## Caractéristiques
Ces relations sont effectuées avec du matériel pendulaire X2000 sur des lignes aménagées. les premières rames X2000, fabriquées par ADtranz (Bombardier), ont été livrées en 1990 et mises en service sur la relation Stockholm-Göteborg.
Seuls quelques tronçons de lignes à grande vitesse (250 km/h) ont été aménagés en Suède (Halmstad-Angelholm, 31 km, et Flemingsberg-Järna, 35 km en 1995). S'y ajoute le lien fixe de l'Oresund (18 km). Des travaux sont en cours sur le tronçon Södertälje-Linköping, 140 km.
Linx AB, dont le siège social est situé à Göteborg, emploie 170 salariés.